# 건다리움 합금
건다리움 합금(영어: Gundarium Alloy, 일본어: ガンダリウム合金)은 《건담 시리즈》 중 우주세기, 미래세기, 애프터 워를 무대로 하는 작품에 등장하는 가공의 물질이다. 주로 모빌 슈트(MS) 등의 장갑재로 사용된다.

## 우주세기의 건다리움 합금
《기동전사 건담》, 《기동전사 Z 건담》 등의 무대가 되는 우주세기에서 건다리움 합금의 영문 표기는 "Gundarium Alloy"이다.

## 같이 보기
- RX-78-2 건담